# Kamenskoje (Kaliningrad)
Kamenskoje (russisch Каменское, deutsch Saalau, litauisch Želva) ist ein Ort in der russischen Oblast Kaliningrad. Er liegt im Rajon Tschernjachowsk und gehört zur kommunalen Selbstverwaltungseinheit Stadtkreis Tschernjachowsk. 

## Geographische Lage
Kamenskoje liegt 18 Kilometer westlich der Stadt Tschernjachowsk (Insterburg) an einer Nebenstraße, die von Meschduretschje (Norkitten) an der russischen Fernstraße A 229 (frühere deutsche Reichsstraße 1, heute auch Europastraße 28) über Schaworonkowo (Wirbeln) bis nach Dalneje (Groß Schirrau) an der Fernstraße A 216 (ehemals Reichsstraße 138, heute auch Europastraße 77) führt. In Kamenskoje endet eine von Dowatorowka (Zwion und Leipeningken, 1928–1946 Georgental) über Derschawino (Groß Lascheningken/Groß Laschnicken, 1938–1946 Laschnicken) kommende Fahrstraße. Die nächste Bahnstation ist Meschduretschje an der Bahnstrecke Kaliningrad–Nesterow (Königsberg–Stallupönen/Ebenrode), einem Teilstück der einstigen Preußischen Ostbahn zur Weiterfahrt nach Litauen und ins russische Kernland.

## Geschichte
Das Gebiet von Saalau kam um 1275 in die Hand des Deutschen Ordens und bei der Landaufteilung 1352 an das samländische Domkapitel. Hier wurde eine Befestigungsanlage errichtet, wohl an der Stelle, an der zu prußischer Zeit die Burg Wostopole gelegen hat. Am 3. Mai 1353 verlieh der samländische Bischof Johann II. von Bludau zwei Brüderpaaren zehn Hufen im Gebiet Salow. Ende des 14. Jahrhunderts wurde in Saalau eine Kirche gegründet.
Saalau wurde 1874 namensgebender Ort eines neu gebildeten Amtsbezirks, der bis 1945 bestand und zum Landkreis Insterburg im Regierungsbezirk Gumbinnen der preußischen Provinz Ostpreußen gehörte. Am 1. Dezember 1910 waren im Dorf Saalau 474 und im Gutsbezirk Saalau 238 Einwohner registriert.
Am 30. September 1928 schlossen sich die Landgemeinde Saalau und der Gutsbezirk Saalau mit den Nachbarorten Klein Pruskehmen (1938–1946 Preußendorf) und Rudlacken (1938–1946 Jägersruh, russisch: Prigljadnaja – beide Orte sind nicht mehr existent) zur neuen Landgemeinde Saalau zusammen, in der 1933 bereits 750 und 1939 noch 725 Einwohner gezählt wurden.
In Folge des Zweiten Weltkrieges kam Saalau 1945 mit dem nördlichen Ostpreußen zur Sowjetunion und erhielt 1947 die russische Bezeichnung „Kamenskoje“. Gleichzeitig wurde der Ort Sitz eines Dorfsowjets im Rajon Tschernjachowsk. Von 2008 bis 2015 war Kamenskoje Sitz einer Landgemeinde. Seit 2016 gehört der Ort zum Stadtkreis Tschernjachowsk.

### Amtsbezirk Saalau (1874–1945)
Der Amtsbezirk Saalau wurde 1874 mit anfangs acht eingegliederten Landgemeinden (LG) bzw. Gutsbezirken (GB) gebildet:
| Name                                                                                | Russischer Name | Bemerkungen                                            |
| ----------------------------------------------------------------------------------- | --------------- | ------------------------------------------------------ |
| Auer (GB)                                                                           |                 | 1928 in die Landgemeinde Schönwiese eingegliedert      |
| Groß Pruskehmen (LG)                                                                |                 | wohl vor 1892 in die Landgemeinde Saalau eingegliedert |
| Klein Pruskehmen (LG), 1938–1946: Preußendorf                                       |                 | 1928 in die Landgemeinde Saalau eingegliedert          |
| Rudlacken (LG), 1938–1946: Jägersruh                                                | Prigljadnaja    | 1928 in die Landgemeinde Saalau eingegliedert          |
| Saalau (LG)                                                                         | Kamenskoje      |                                                        |
| Saalau, Domäne/Gut (GB)                                                             | Kamenskoje      | 1928 mit der Landgemeinde Saalau vereinigt             |
| Schönwiese (LG)                                                                     | Poddubnoje      | 1939 in den Amtsbezirk Norkitten umgegliedert          |
| Siemohnen (LG)                                                                      | Sirenewka       | 1939 in den Amtsbezirk Norkitten umgegliedert          |
| vor 1892 eingegliedert: (vorher zum Amtsbezirk Laßeningken zugehörig)               |                 |                                                        |
| Groß Laßeningken (LG), 1936–1939: Groß Lascheningken, ab 1939 Laschnicken           | Derschawino     |                                                        |
| Klein Laßeningken (LG), 1936–1939: Klein Lascheningken, 1939–1946: Kleinlaschnicken | Sablino         |                                                        |
| 1939 eingegliedert:                                                                 |                 |                                                        |
| Albrechtshöfen                                                                      |                 | 1939 nach Wirbeln eingegliedert                        |
| Gnottau                                                                             | Ganino          |                                                        |
| Schmackerlauken, 1938–1946 Schmackerau                                              | Wachruschewo    |                                                        |
| Wirbeln                                                                             | Schaworonkowo   |                                                        |

Am 1. Januar 1945 bestand der Amtsbezirk Saalau aufgrund der mannigfachen Umstruktierungen noch aus fünf Gemeinden: Gnottau, Laschnicken, Saalau, Schmackerau und Wirbeln.

### Kamenski selski Sowet/okrug 1947–2008
Der Dorfsowjet Kamenski selski Sowet (ru. Каменский сельский Совет) wurde im Juni 1947 eingerichtet. Nach dem Zerfall der Sowjetunion bestand die Verwaltungseinheit als Dorfbezirk Kamenski selski okrug (ru. Каменский сельский округ). Im Jahr 2008 wurde der Dorfbezirk Kamenski in die Landgemeinde Kamenskoje selskoje posselenije umgewandelt.
| Ortsname                               | Name bis 1947/50                                                                     | Bemerkungen |
| -------------------------------------- | ------------------------------------------------------------------------------------ | --- |
| Belinskoje (Белинское)                 | Warnienhof                                                                           | Der Ort wurde 1950 umbenannt und 1997 aus dem Ortsregister gestrichen.                                                           |
| Bobruiskoje (Бобруйское)               | Neu Ilischken                                                                        | Der Ort wurde 1950 umbenannt und vor 1975 verlassen.                                                                             |
| Derschawino (Державино)                | Groß Laßeningken/Groß Lascheningken, 1938–1945: „(Groß) Laschnicken“                 | Der Ort wurde 1947 umbenannt. |
| Doroschny (Дорожный)                   | (Groß) Papuschienen, 1938–1945: „Grauden“                                            | Der Ort wurde 1950 zunächst in Romaschowo umbenannt. Er wurde 1997 aus dem Ortsregister gestrichen.                              |
| Ganino (Ганино)                        | Gnottau                                                                              | Der Ort wurde 1950 umbenannt. |
| Gluschkowo (Глушково)                  | Plibischken                                                                          | Der Ort wurde 1947 umbenannt. |
| Jakowlewo (Яковлево)                   | Jakobsdorf                                                                           | Der Ort wurde 1947 umbenannt. |
| Jelniki (Ельники)                      | Weidlacken                                                                           | Der Ort wurde 1950 umbenannt. |
| Kabanowo (Кабаново)                    | Pelkeninken                                                                          | Der Ort wurde 1950 umbenannt. |
| Kamenskoje (Каменское)                 | Saalau                                                                               | Verwaltungssitz |
| Krasnooktjabrskoje (Краснооктябрьское) | Groß Ponnau                                                                          | Der Ort wurde 1947 umbenannt. |
| Kudrjawzewo (Кудрявцево)               | Kuglacken                                                                            | Der Ort wurde 1947 umbenannt. |
| Kurortnoje (Курортное)                 | Groß Budlacken                                                                       | Der Ort wurde 1947 umbenannt. |
| Nowo-Kamenskoje (Ново-Каменское)       | Kathrinlacken                                                                        | Außer dem ehemaligen Vorwerk Kathrinlacken umfasst der Ort auch einige neue Gebäude etwa einen Kilometer südlich von Kamenskoje. |
| Okunjowo (Окунёво)                     | Kekorischken, 1938–1945: „Auerbach“                                                  | Der Ort wurde 1947 umbenannt. |
| Orechowo (Орехово)                     | Neu Löbkojen, 1938–1945: „Neulepkau“                                                 | Der Ort wurde 1950 umbenannt. |
| Partisanskoje (Партизанское)           | Obszerninken/Obscherninken, 1938–1945: „Dachsrode“                                   | Der Ort wurde 1950 umbenannt. |
| Poddubnoje (Поддубное)                 | Schönwiese                                                                           | Der Ort wurde 1947 umbenannt. |
| Polikarpowo (Поликарпово)              | Wirtkallen, 1938–1945: „Wirtberg“                                                    | Der Ort wurde 1947 umbenannt und vor 1975 verlassen.                                                                             |
| Rajewskoje (Раевское)                  | Plompen                                                                              | Der Ort wurde 1947 umbenannt. |
| Rjabinowoje (Рябиновое)                | Kallehnen                                                                            | Der Ort wurde 1947 umbenannt. |
| Rostowskoje (Ростовское)               | Tölteninken                                                                          | Der Ort wurde 1950 umbenannt. |
| Sablino (Саблино)                      | Klein Laßeningken/Klein Lascheningken, 1938–1945: „Kleinlaschnicken“                 | Der Ort wurde 1950 umbenannt und 1997 aus dem Ortsregister gestrichen.                                                           |
| Saltykowo (Салтыково)                  | Kerulaten, 1938–1945: „Kerlaten“, Klein Budlacken und Muplacken, 1938–1945: „Moptau“ | Der Ort wurde 1950 umbenannt. |
| Schaworonkowo (Жаворонково)            | Wirbeln                                                                              | Der Ort wurde 1947 umbenannt. |
| Sirenewka (Сиреневка)                  | Siemohnen                                                                            | Der Ort wurde 1947 umbenannt. |
| Sobolewo (Соболево)                    | Warnien                                                                              | Der Ort wurde 1950 umbenannt. |
| Wachruschewo (Вахрушево)               | Schmackerlauken, 1938–1945: „Schmackerau“                                            | Der Ort wurde 1950 umbenannt und vor 1988 verlassen.                                                                             |
| Wolchowskoje (Волховское)              | bei Kekorischken, 1938–1945: „Auerbach“                                              | Der Ort wurde 1947 umbenannt und vor 1975 verlassen.                                                                             |

Im Jahr 1997 gelangten auch die Orte Dowatorowka, Gremjatschje, Krasnaja Gorka, Ostrogorki und Sowchosnoje aus dem Majowski selski okrug in den Kamenski selski okrug.

### Kamenskoje selskoje posselenije 2008–2015

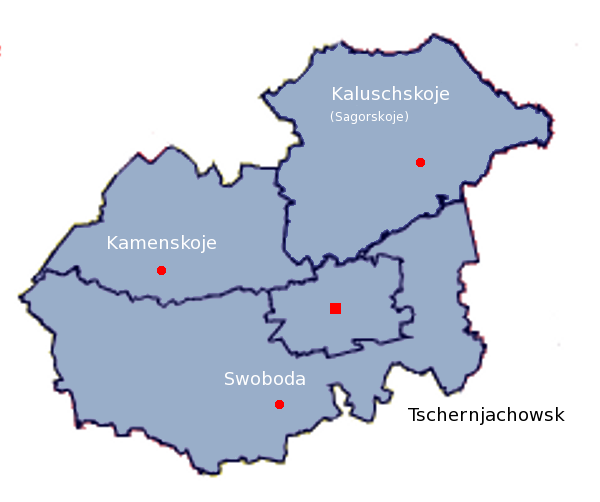
Die Lage der ehemaligen Landgemeinde Kamenskoje selskoje posselenije im Nordwesten des Rajon Tschernjachowsk

Die Landgemeinde Kamenskoje selskoje posselenije (ru. Каменское сельское поселение) wurde im Jahr 2008 eingerichtet. Sie umfasste 27 jeweils „Siedlung“ (russisch: possjolok) genannte Ortschaften, die vorher den Dorfbezirk Kamenski selski okrug bildeten. Die 2.711 Einwohner lebten auf einer Fläche von 156 km² (Stand 2010). Im Süden bildete der Pregel (russisch: Pregolja) die natürliche Grenze, im Westen reichte das Gemeindegebiet bis an die Föderalstraße A 216. Im Jahr 2016 ging die Gemeinde im neu gebildeten Stadtkreis Tschernjachowsk auf.
Zur Kamenskoje selskoje posselenije gehören neben dem Zentralort noch folgende 26 Siedlungen:
| Ortsname                               | deutscher Name                    |  | Ortsname                     | deutscher Name                       |
| -------------------------------------- | --------------------------------- |  | ---------------------------- | ------------------------------------ |
| Derschawino (Державино)                | Groß Laßeningken/Laschnicken      |  | Okunjowo (Окунёво)           | Kekorischken/Auerbach                |
| Dowatorowka (Доваторовка)              | Zwion und Leipeningken/Georgental |  | Orechowo (Орехово)           | Alt Löbkojen/Altlepkau               |
| Ganino (Ганино)                        | Gnottau                           |  | Ostrogorki (Острогорки)      | Groß Schunkern                       |
| Gluschkowo (Глушково)                  | Plibischken                       |  | Partisanskoje (Партизанское) | Obszerninken/Dachsrode               |
| Gremjatschje (Гремячье)                | Groß Berschkallen/Birken          |  | Poddubnoje (Поддубное)       | Schönwiese                           |
| Jakowlewo (Яковлево)                   | Jakobsdorf                        |  | Rajewskoje (Раевское)        | Plompen                              |
| Jelniki (Ельники)                      | Weidlacken                        |  | Rjabinowoje (Рябиновое)      | Kallehnen                            |
| Kabanowo (Кабаново)                    | Pelkeninken                       |  | Rostowskoje (Ростовское)     | Tölteninken                          |
| Krasnaja Gorka (Красная Горка)         | Nettienen                         |  | Saltykowo (Салтыково)        | Klein Budlacken und Muplacken/Moptau |
| Krasnooktjabrskoje (Краснооктябрьское) | Groß Ponnau                       |  | Schaworonkowo (Жаворонково)  | Wirbeln                              |
| Kudrjawzewo (Кудрявцево)               | Kuglacken                         |  | Sirenewka (Сиреневка)        | Siemohnen                            |
| Kurortnoje (Курортное)                 | Groß Budlacken                    |  | Sobolewo (Соолево)           | Warnien                              |
| Nowo-Kamenskoje (Ново-Каменское)       | Kathrinlacken                     |  | Sowchosnoje (Совхозное)      | Sterkeninken/Starkenicken            |

## Burg Saalau
Die vom Deutschen Orden wohl in Holz-Erde-Bauweise angelegte Burg war bereits im Jahre 1355 zu benutzen. Ab 1390 wurde sie in Stein aufgebaut. 1525 überließ man nach der Säkularisation das Gebäude den einstigen Domherren für ihren Lebensunterhalt, danach wurde das Burgareal Domäne. Bei der Burg handelte es sich um eine der kleineren Ordensburgen mit nur einem Flügel. In herzoglicher Zeit war die Burg ein Kammeramt. Ruinenreste der Burg sind heute noch vorhanden.

## Kirche

### Kirchengebäude
Bei der Saalauer Kirche handelt es sich um einen rechteckigen Saalbau von 1734 mit einem abseits stehenden Glockenstuhl. Während des Siebenjährigen Krieges nutzten russische Truppen die Kirche mitsamt Pfarrhaus als Lazarett, dann brannten beide Gebäude, die Schule und zahlreiche Häuser bei deren Abzug. Das Kirchengebäude wurde bis 1760 wiedererrichtet, wobei man zwei Emporen einzog.
Die Kirche kam unbeschadet durch den Zweiten Weltkrieg. Seit 1988 diente sie als Kulturhaus, als Diskothek und Kino. Die Fenster wurden zum Teil vermauert, das Dach mit Asbestplatten gedeckt. 

### Kirchengemeinde
Bereits in vorreformatorischer Zeit gab es in Saalau eine Kirchengemeinde, die wohl am Ende des 14. Jahrhunderts gegründet wurde und anfangs die Burgkapelle als Gottesdienstraum benutzte. Bereits vor 1540 amtierte hier ein lutherischer Geistlicher. Das Kirchspiel Saalau zählte 1925 3.000 Gemeindeglieder und gehörte bis 1945 zum Kirchenkreis Insterburg in der Kirchenprovinz Ostpreußen der Kirche der Altpreußischen Union. 
Heute liegt Kamenskoje im Einzugsgebiet der in den 1990er Jahren neu entstandenen evangelisch-lutherischen Gemeinde in Tschernjachowsk (Insterburg). Dort besteht das zentrale Pfarramt für die mehr als 20 Orte umfassende Kirchenregion Tschernjachowsk, die in die Propstei Kaliningrad der Evangelisch-lutherischen Kirche Europäisches Russland eingegliedert ist.

### Kirchspielorte
Zur Kirche Saalau gehörte ein weitflächiges Kirchspiel mit 18 Orten:
| Name                                                                    | Russischer Name |  | Name                                                                           | Russischer Name |  | Name                                    | Russischer Name |
| ----------------------------------------------------------------------- | --------------- |  | ------------------------------------------------------------------------------ | --------------- |  | --------------------------------------- | --------------- |
| Albrechtshöfen                                                          |                 |  | Klein Laßeningken, 1936–1939: Klein Lascheningken, 1939–1946: Kleinlaschnicken | Sablino         |  | Saalau                                  | Kamenskoje      |
| Auer                                                                    |                 |  | Klein Pruskehmen, 1938–1946: Preußendorf                                       |                 |  | Schmackerlauken, 1938–1946: Schmackerau | Wachruschewo    |
| Berszienen, 1938–1946: Berlacken                                        |                 |  | Laubhorst                                                                      |                 |  | Schönwiese                              | Poddubnoje      |
| Gnottau                                                                 | Ganino          |  | Paplacken                                                                      |                 |  | Siemohnen                               | Sirenewka       |
| Groß Laßeningken, 1936–1939: Groß Lascheningken, 1939–1946: Laschnicken | Derschawino     |  | Paschmackern                                                                   |                 |  | Wirbeln                                 | Schaworonkowo   |
| Kathrinlacken                                                           | Nowo-Kamenskoje |  | Rudlacken, 1938–1946: Jägersruh                                                | Prigljadnaja    |  | Wirtkallen, 1938–1946: Wirtberg         | Polikarpowo     |

### Pfarrer
Von der Reformation bis 1945 amtierten in Saalau als evangelische Geistliche:
| - NN., bis 1540 - Johann Schulbette, 1547 - Laurentius Scheyer, 1550–1564 - Daniel Sperber, 1565–1580 - Andreas Wirczinski, 1570–1585 - Caspar Frischeintz, 1585–1589 - Johann Lemcke, bis 1599 - Matthäus Waldeck, 1600–1644 - Johann Richovius, 1644–1657 - Georg Gräwen, 1657–1682 - Georg Heinrich Gräwe, 1682–1704 | - Christian Stimer, 1704–1749 - Georg Friedrich Witte, 1749–1759 - David Wüsthoff, 1758–1801 - Gottfried Hammer, 1801–1834 - Karl August Richard Werner, 1834–1868 - Friedrich August Riß, 1868–1882 - Wilhelm Dittmar, 1882–1892 - E. Heinrich Emil Wehringer, 1893–1921 - Max Franz Albert Glang, 1922–1925 - Roland Buhre, 1926–1937 - Walter Seifert, 1939–1945 |